# スティーブン・フォスター
スティーブン・コリンズ・フォスター（Stephen Collins Foster、1826年7月4日 - 1864年1月13日）は、ヘンリー・クレイ・ワークと並んで、19世紀半ばのアメリカ合衆国を代表する歌曲作曲家。
20年間に約200曲を作曲し、その内訳は135曲のパーラーソングと28曲のミンストレルソングである。多くはメロディの親しみやすい黒人歌、農園歌、ラブソングや郷愁歌である。「アメリカ音楽の父」とも称される。

## 生涯

### 青年期まで
ペンシルベニア州のピッツバーグの隣町ローレンスビルで、アルスター・スコッツ（北アイルランドに入植したスコットランド人）の曽祖父の家系を引く比較的裕福な家庭に10人兄弟の末っ子として育つ。彼の生まれた家は「白壁の家」（White Cottage）と呼ばれていた。父のウィリアムは、ヴァイオリンを演奏するほどの音楽趣味を持ち、母のエリーザ・トムリンスンも詩情豊かな教養に富む女性であった。フォスター自身も幼児期より並ならぬ音楽的才能を見せ、7歳からは横笛を、9歳からはギターを独学で習得し、後にはクラリネットも修め、1841年、15歳の時にはアゼンス・アカデミー卒業式の際に自作の「ティオガ円舞曲」をアテネ・アカデミーの教会でフルートで奏した（この作品はピアノ独奏曲として現存する）。作曲に興味を持ったフォスターはモーツァルト、ベートーヴェン、ウェーバーらの作品を寝る間も惜しみ研究していたという。このようにアカデミックな音楽教育はほとんど受けなかったにもかかわらず、二十歳になるまでにすでにいくつか歌曲を出版していた。姉2人もピアノをよく演奏したという。

### 作曲家
最初の歌曲は1844年に出版された「窓を開け、恋人よ」（Open Thy Lattice, Love）で16歳のときの作品である。翌1845年には弟と友人からなるセーヴル・ハーモニスツ重唱団のために「ルイジアナの美人」、「ネッド叔父さん」などを作曲する。1845年4月にピッツバーグは大火に見舞われ、町の3分の1にもあたる約1000棟の建物を焼失する。
1846年にオハイオ州シンシナティに転居し、兄の蒸気船海運会社・アーウィン・フォスター商会（Irwin & Foster）で簿記係を務める。当時のシンシナティは、ピッツバーグをしのぐ勢いの多文化社会であり、彼の働く会社の窓の外にはオハイオ川に蒸気船がひっきりなしに行き交い、南部の黒人音楽や荷揚げ作業人夫の労働歌に満ち溢れていた。このシンシナティ在住中に、当時独立戦争後の新大陸で流行した黒人霊歌風である最初のヒット曲「おおスザンナ」を発表。これは1848年〜1849年のカリフォルニアのゴールド・ラッシュの賛歌となった。当時、白人が顔を黒く塗り大げさに歌うミンストレル・ショーやエチオピア風の喜劇役者の魅力に強く引きつけられていたが、その結果が1849年に出版された曲集『フォスターのミンストレル・ソング集』（Foster's Ethiopian Melodies）に結実し、クリスティ・ミンストレルズによってヒットした「やさしいネリー」（Nelly Was A Lady）が収録されている。

### 貧困
同年フォスターはペンシルベニアに戻ってコンサートを開き、クリスティ・ミンストレルズと共演、最も有名な歌曲が書かれる時代の始まりとなった。1850年に、ピッツバーグの名医の長女であるジェーン・マクダウェル（Jane Denny McDowell, 1829年 - 1903年）と結婚、翌年には娘マリオンをもうけるが、この後に音楽的円熟を見せ「ケンタッキーの我が家」、「主人は冷たい土の中に」、「故郷の人々」（「スワニー河」）の傑作を次々に生む。1853年にフォスターはニューヨークに出てファース・ポンド社と契約を結び、自作・他者の歌曲などをアンサンブル用に編曲した「ソーシャル・オーケストラ」（The Social Orchestra）を発表。翌1854年には「金髪のジェニー」を発表。この年に妻子もニューヨークに移り住む。が、翌年にはフォスターは単身ピッツバーグに戻り、続いて妻子も追うが、1855年の両親の死と翌1856年の兄ダニングの死はフォスター一家に打撃を与え、借金暮らしに陥る。1857年、ファース・ポンド社との先払い契約によって辛うじて金銭を得るが困窮生活は続く。1860年にニューヨーク市に再び転出し「オールド・ブラック・ジョー」を発表。

### 死去
1864年1月10日、マンハッタンの下町「バワリー」のノース・アメリカン・ホテルに滞在中であったフォスターは、粉々に割れた洗面台のそばで頭部および頚部から大量に出血した状態で倒れているところを作詞家ジョージ・クーパーによって発見され、ベレビュー病院に搬送されたものの3日後の13日に発熱と出血多量で死亡した。数日前から発熱しており、意識朦朧の状態でベッドから起き出し、洗面所に入ったところで平衡感覚を失って転倒、その際に頭部を洗面台にぶつけて割ってしまい、その破片で頚動脈を切断されたことが致命傷になったものと推測されている。37歳没。この時のフォスターの所持品はわずか38セントの小銭と、「親愛なる友だちとやさしき心よ」（dear friends and gentle hearts）と走り書きされた紙片だけであった。フォスターの死を知らされた妻ジェニーは遺体と対面するやその場で泣き崩れたと伝えられている。1862年の作品「夢見る人」（「夢路より」）が発表されたのは死後2か月後のことである。亡骸はペンシルベニア州ピッツバーグのアレゲーニー墓地に埋葬されている。

## 特徴

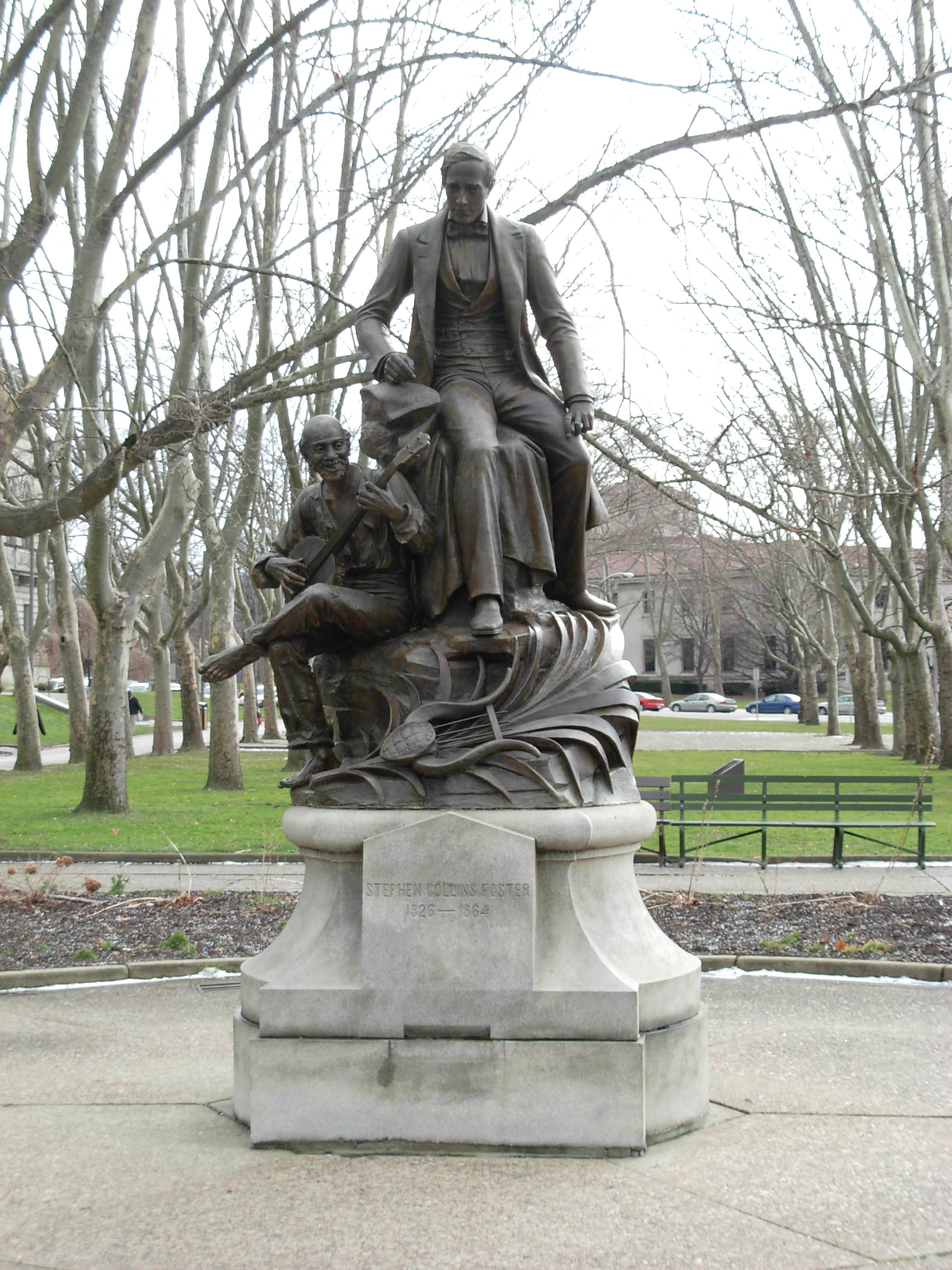
スティーブン・フォスターの彫像（Carnegie Museum of Natural History）

フォスター歌曲の多くは、ミンストレル・ショーの伝統に則り、時流に乗ったが、アフロ・アメリカンの音楽を単にカリカチュアしてみせたというよりも、白人向けに書かれた当時の楽曲には珍しく、黒人奴隷の苦しみに共感を示している。白人作曲家として最初に、睦み合う黒人夫婦を描き出したのがフォスターである。これにより、活動家・フレデリック・ダグラスの称賛を得ることとなる。フォスターの歌曲の多くが南部における日常を扱っているにもかかわらず、フォスター自身は1852年に新婚旅行でニューオーリンズを訪れたのを別とすれば、南部で直接的な経験をしていない。
フォスターはプロの歌曲作家として生計を立てようとしており、実際にプロの作曲家と見なしてよいのだが、当時のアメリカでは現代的な意味で「作曲家」という職業分野は確立されてはいなかった。その結果、音楽著作権や作曲家の印税に対する配給の乏しさのため、フォスターは自分の出版譜がもたらした利潤をほとんど受け取ることができなかった。複数の出版社がしばしば競合してフォスター作品の独自の版を出しながら、フォスターにはろくに報酬を与えなかったのである。例えば「おおスザンナ」は、1848年〜1851年の3年間で16もの出版社が30種以上の楽譜を出版し、当時、最高販売部数がせいぜい5000部という時代に10万部の大ヒットとなったにもかかわらず、フォスターの収入はわずか100ドルに過ぎなかったといわれる。1862年初頭にフォスターの活動は下降線をたどり始め、新作曲の質も落ち始めた。作詞家クーパーとのチームワークもうまくいかず、折からの南北戦争による戦時経済も災いした。因みに彼の作品の大半は、トニカ（トニック Tonic , 主和音）、サブドミナント（Subdominant , 下属和音）、ドミナント（Dominant , 属和音）の主要三和音で書かれている。

## 後世への影響
フォスター自身はクラシックの器楽曲をほとんど作曲していないが、後にフォスターの歌曲は、ドヴォルザークによって編曲されたり、チャドウィックやアイヴズ、NHK室内管弦楽団らの管弦楽曲に引用されるなど、クラシック音楽の作曲家にも影響を及ぼした。
生家「白壁の家」は今でも解体されずに残っている。
1966年11月2日に合衆国法典第36編§ 140としてスティーブン・フォスターメモリアルデー（英: Stephen Foster Memorial Day）が制定され、翌1967年1月13日より毎年1月13日が記念日となっている。

## 主な作品
- 「老犬トレイ」（Old Dog Tray）
- 「おおスザンナ」（Oh, Susanna、1848年）
- 「草競馬」（Camptown Races、1850年）
- 「ネリー・ブライ」（Nelly Bly、1850年）
- 「故郷の人々」（「スワニー河」、Old Folks at Home（Swanee River）、1851年）
- 「主人は冷たい土の中に」（Massa's in De Cold Ground、1852年）
- 「ケンタッキーの我が家」（My Old Kentucky Home、1853年）
- 「金髪のジェニー」（Jeannie With the Light Brown Hair、1854年）
- 「すべては終わりぬ」（「厳しい時代はもうやって来ない」、Hard Times Come Again No More、1854年）
- 「オールド・ブラック・ジョー」（Old Black Joe、1860年）
- 「夢見る人」（「夢路より」、Beautiful Dreamer、1862年）
- 「恋人よ窓を開け」（「君の窓を開けて 恋人よ」、Open Thy Lattice Love）
- 「お眠りなさい いとしい子」（Slumber My Darling）
- 「バンジョーをかき鳴らせ」（Ring De Banjyo）

## 関連文献

### 書籍
- 津川主一『アメリカ民謡の父フォスターの生涯』トッパン、1948年
- 津川主一『フォスターの生涯』音楽之友社〈音楽文庫〉、1951年
- 竹山敏郎『フォスター』音楽之友社〈少年音楽文庫〉、1959年
- 河内紀/文、松浦直彦/絵『アメリカの心フォスター』音楽之友社〈ジュニア音楽図書館作曲家シリーズ〉、1981年
- 杉本皆子『フォスターの音楽：アメリカ文化と日本文化』近代文芸社、1995年
- 藤野幸雄『夢みる人：作曲家フォスターの一生』勉誠出版、2005年

### 論文
- 宮下和子「スティーヴン・フォスターとミンストレルショーに見るアメリカの夢」『南九州大学園芸学部研究報告. 自然科学・人文社会科学』第19号、南九州大学園芸学部、1989年3月、135-144頁、CRID 1520290885373660416、ISSN 0285211X、国立国会図書館書誌ID:2963315。
- 宮下和子「スティーブン・フォスターに関する比較文化的考察序論」『学術研究紀要』第14巻、鹿屋体育大学、1995年10月、91-96頁、CRID 1050282813377015552。
- 宮下和子「音楽:アメリカを歌い続けるフォスター」鵜木奎治郎編著『新版 アメリカ新研究』北樹出版、1997年
- 宮下和子「日本人の知らないスティーブン・フォスター」（PDF）『九州コミュニケーション研究』第3巻、2005年。
- 宮下和子「スティーブン・フォスター再発見」『立命館言語文化研究』第26巻第1号、立命館大学国際言語文化研究所、2014年10月、79-98頁、CRID 1390290699799308160、doi:10.34382/00002842、hdl:10367/8047、ISSN 0915-7816。